# Daltonia longicuspidata
Daltonia longicuspidata är en bladmossart som beskrevs av C. Müller 1897. Daltonia longicuspidata ingår i släktet Daltonia och familjen Daltoniaceae. Inga underarter finns listade i Catalogue of Life.